# Lieue
Lieue is een bestuurslaag in het regentschap Aceh Besar van de provincie Atjeh, Indonesië. Lieue telt 918 inwoners (volkstelling 2010).